# Ricardo Merlo
Ricardo Antonio Merlo (Buenos Aires, 25 de mayo de 1962) es un politólogo italiano de origen argentino, miembro de la Cámara de Diputados de Italia desde 2006 y líder del partido Movimiento Asociativo de Italianos en el Extranjero (MAIE).

## Biografía
Estudió Ciencias Políticas en la Universidad del Salvador y continuó sus estudios en la Universidad de Padua. Ocupó distintas posiciones académicas tanto en Argentina como en Italia: profesor de sistemas económicos comparados en la carrera de Sociología y profesor de la materia sobre la Comunidad Europea en la carrera de Relaciones Internacionales, ambas en la Universidad del Salvador. Fue coordinador del curso sobre la Comunidad Europea organizado por la Universidad de Padua, la Universidad del Salvador, la Universidad de Belgrano y la Universidad Nacional de Rosario.
Desde el año 1986 fue también periodista: entre ese año y 1990 trabajó como director del periódico "Titulares" y entre 1988 y 1994 ocupó el mismo cargo en el periódico L'aria veneta., ambos con sede en Buenos Aires. Entre los años 2003 y 2005, fue conductor del programa de televisión "De Verdad", una transmisión de política internacional (CVN).
En el área de las asociaciones ítalo-argentinas, fue delegado latinoamericano de la sección Jóvenes de la Unión Triveneti nel Mondo, representante de la juventud argentina en el Congreso sobre las problemáticas de la juventud descendiente de los italianos en el mundo organizado en Sídney en abril de 1993, y representante latinoamericano en el Congreso mundial de la Unión Triveneti nel Mondo (Venecia, 1995). Fue organizador y expositor en el “Congreso mundial UTRIM” (Buenos Aires, 1996), presidente de la Federación Veneta Argentina (CAVA) entre los años 2002 y 2006, presidente de la Asociación Trevisani nel Mondo Argentina (2007), y representante en América Latina para Sudamérica de la Unión Nacional Asociación Inmigrantes y Emigrantes.
Fue también autor del proyecto A.V.A. a través del cual se creó en 2004 una obra social privada para 500 ancianos del Véneto residentes en Argentina, y autor del proyecto PLIA del año 2005 para la distribución de 1000 becas para el estudio del idioma italiano en el instituto "Dante Alighieri” en Argentina.

### Carrera política
Entre 1998 y 2003, fue votado como miembro del Consiglio Generale degli Italiani all’Estero (CGIE) de Buenos Aires y luego, en 2004, fue escogido mediante votación como presidente del COMITES de Buenos Aires, el más numeroso del mundo. En el año 2005, asume el rol de presidente de Intercomites Argentina.

#### Elecciones generales de Italia de 2006
En las elecciones generales de Italia de 2006 fue elegido por primera vez diputado en el Parlamento italiano en representación de la circunscripción América Meridional por el partido Asociaciones Italianas en Sudamérica (AISA), un movimiento político co-fundato por Merlo en el año 2005. Durante la XV Legislatura italiana fue miembro de la III Comisión de Asuntos Exteriores y Comunitarios, del Comité por los Derechos Humanos y del Comité Italianos en el Exterior.

#### Elecciones generales de Italia de 2008
En 2007 fundó un nuevo partido, el Movimiento Asociativo de Italianos en el Extranjero, con el cual logró la reelección en las elecciones generales de ese año, arrebatándole el escaño al AISA.
Durante la XVI legislatura italiana, como diputado del MAIE formó parte del  Grupo Mixto y se acercó al partido Liberal Demócratas, instalándose en la oposición al gobierno de Silvio Berlusconi. En marzo de 2011 se adhirió a la Unión de Centro.
Siempre en la XVI legislatura, tuvo los siguientes cargos: miembro de la III Comisión de Asuntos Exteriores y Comunitarios, miembro del Comité por los Derechos Humanos, miembro del Comité Italianos en el Exterior, y fue nombrado en noviembre de 2008 vicepresidente del grupo italiano de la Unión Interparlamentaria (UIP), y en mayo de 2009 presidente de la sección bilateral de amistad UIP Italia - Venezuela.

#### Elecciones generales de Italia de 2013
En las elecciones generales de 2013 fue reelegido en su cargo y dio a Matteo Renzi su voto de confianza para formar el nuevo gobierno del Partido Democrático, pero solo porque esta confianza era la base para obtener algún resultado positivo para los italianos en el exterior. Sin embargo, debido a las medidas del gobierno Renzi contrarias a los intereses de los italianos en el exterior (definidas por los Diputados del MAIE como "castigos"), sucesivamente el MAIE se mantuvo en la oposición al gobierno de Renzi.
Desde el 19 de marzo de 2013 es presidente del grupo del Movimento Associativo Italiani all'Estero en la Cámara de Diputados italiana y vicepresidente del Grupo mixto. Desde octubre de 2016 forma parte del grupo parlamentario autónomo "Scelta Civica verso cittadini per l'Italia-MAIE".

### Votos de preferencia
En las elecciones italianas de 2006, Merlo obtuvo 43.057 votos de preferencia, en las elecciones de 2008, 51.565, y en 2013, 71273 preferencias, revelándose siempre el diputado de la corcunscripción exterior italiana con mayor número de votos de preferencias.